# فیروزه (بجنورد)

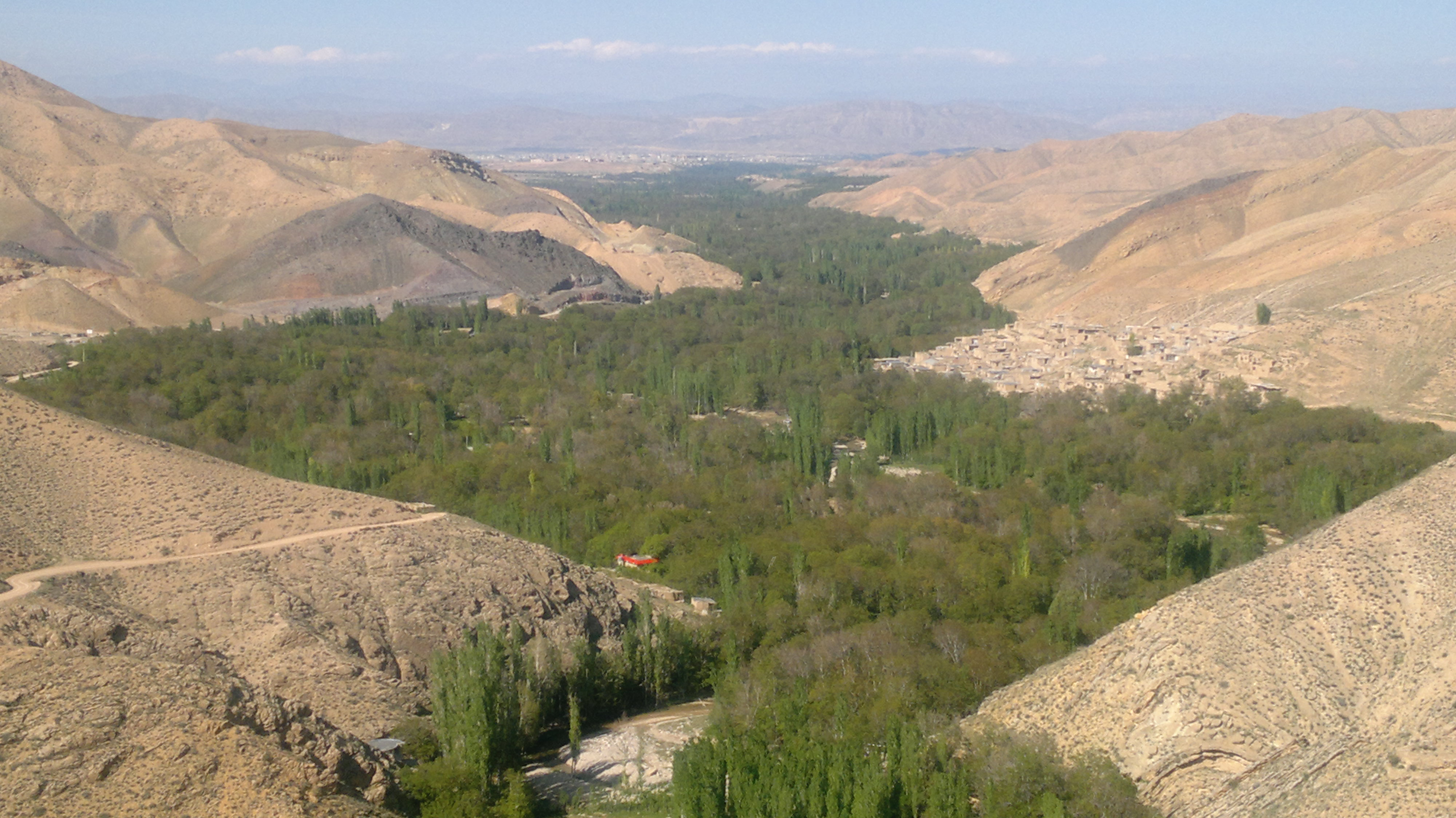
نمای زیبا از دره روستای فیروزه درفصل تابستان

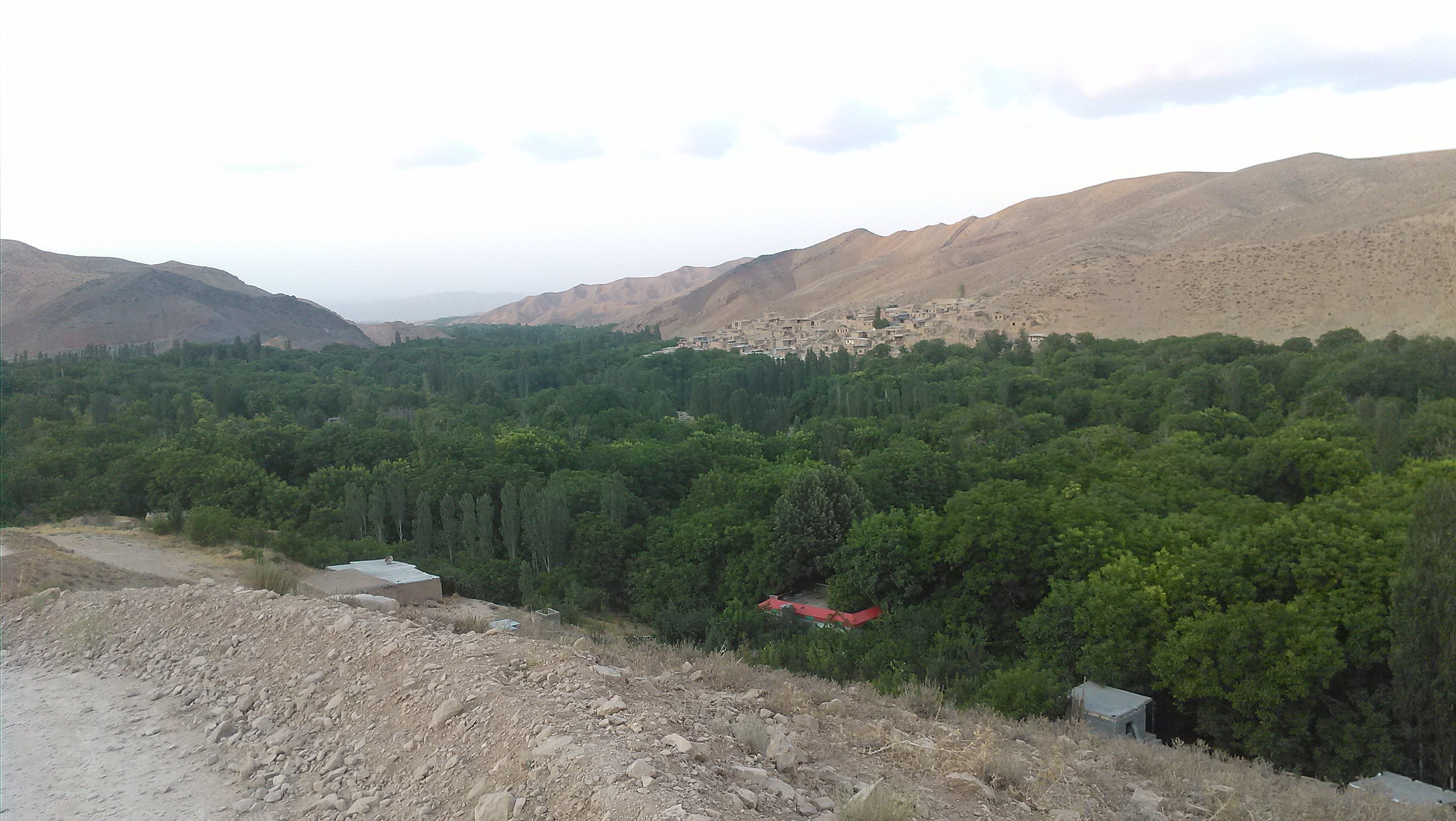
تصویری از روستای فیروزه در فصل تابستان

فیروزه (بجنورد) روستایی از توابع بخش مرکزی شهرستان بجنورد در استان خراسان شمالی ایران است. در این روستا مردم تات ساکنند که به زبان تاتی گویش خراسانی تکلم می‌کنند.همچنین بزرگترین مجتمع تفریحی توریستی بوم گردی خراسان شمالی به نامدالان فیروزه  و اولین پل معلق خصوصی شرق کشور توسط جوان برتر استان میثم فیروزه در این روستا واقع می باشد راه دسترسی آسفالت با فاصله ۱۱ کیلومتر از مرکز شهر بجنورد از مسیر جاده اسفراین دو راهی بش قارداش و روستا های خوش منظر و مطرانلو و ارک و کچرانلو می‌گذرد دارای محصولات باغی گردو گیلاس و گلابی بسیار مرغوب و محصولات دیم از قبیل گندم عدس و جو و نخود می باشد که اکثر زمین‌های دیم در محدوده به نام گازه که توسط زمین های دیم گریوان و قره باشلو و مهنان محصور است زمین‌ها و باغات آبی دارای حق ابه از رودخانه گریوان می‌باشند در این روستا پرورش ماهی قزل الا سردابی  هم موجود می باشد .  

## جمعیت
این روستا در دهستان آلاداغ قرار دارد و براساس سرشماری مرکز آمار ایران در سال ۱۳۸۵، جمعیت آن ۳۹۳ نفر (۹۹خانوار) بوده‌است.اما جمعیت واقعی این روستا بیش از ۱۰هزار نفر می باشد که به دلیل نزدیکی با شهر بجنورد به صورت فصلی و در تابستان ساکن روستا و دیگر فصول سال جمعیت ۳۹۳ نفر می باشد

## جغرافیا
این منطقه با مساحت حدود ۴۳۷۴٫۹ هکتار (۴۳٫۷۵ کیلومتر مربع)، در فاصله حدود ۱۶ کیلومتری جنوب شهر بجنورد، با ارتفاع حدود ۱۳۵۰ متر از سطح دریا قرار گرفته و دارای عرض جغرافیایی ۳۷ درجه و ۱۹ دقیقه تا ۳۷ درجه و ۲۳ دقیقه شمالی و طول جغرافیایی ۵۷ درجه و ۱۰ دقیقه تا ۵۷ درجه و ۱۷ دقیقه شرقی است.
از نظر توپوگرافی دارای موقعیت دره‌ای و به‌طور کلی در دامنه‌های شمالی مجموعه رشته کوه آلاداغ واقع شده‌است که در این بین قله‌هایی که دارای ارتفاع بیشتری نسبت به بقیه هستند، بیشتر جلب توجه می‌کنند. این منطقه در دامنه‌های شمالی کوه خرمن دره (با ارتفاع حدود ۱۹۳۰ متر)، دامنه‌های شرقی کوه گنگونه (با ارتفاع حدود ۱۸۵۱ متر) و دامنه‌های غربی کوه قاری (با ارتفاع حدود ۱۷۲۹ متر) واقع شده‌است.
از سمت شمال با اراضی روستاهای کچرانلو و ارک و از سمت شمال شرقی با اراضی روستای قره باشلو محدود است. باغات منطقه در دره موسوم به دره فیروزه در بخش شمالی، غربی و جنوب غربی روستای فیروزه قرار دارند.
راه دسترسی به منطقه در حال حاضر شوسه، و انتهای آن تقریباً بسته و صعب العبور است. رودخانهٔ دائمی فیروزه – گریوان در سمت غرب روستا جریان دارد که سرچشمه آن ارتفاعات جنوبی روستا یعنی کوه گازه و دامنه‌های شمالی کوه سالوک است.